# Agelasta mindanaonis
Agelasta mindanaonis là một loài bọ cánh cứng trong họ Cerambycidae.